# Subiektywna linia ubóstwa
Subiektywna linia ubóstwa – metoda subiektywnego definiowania ubóstwa, istotna podczas określania poziomu życia ludności w danej społeczności. Ma charakter względny, ponieważ żaden poziom zaspokojenia potrzeb nie ma charakteru absolutnego – zależy on od miejsca zamieszkania, poziomu posiadanego wykształcenia, świadczonej pracy czy też zaawansowania kulturowego społeczeństwa.

## Historia
Pierwowzorem stosowanych obecnie linii ubóstwa były standardy minimum egzystencji stworzone na przełomie XIX i XX wieku, np. opracowana przez Benjamina Seebohma Rowntree Primary  Poverty  Scale z 1901.

## Metodyka
Subiektywna linię ubóstwa wyznacza się w drodze badań ankietowych. Respondenci podczas takich badań określają poziom dochodów pozwalający im na zaspokojenie podstawowych potrzeb życiowych. Informacje uzyskane taką drogą służą do określania granicy biedy, przy czym, zależnie od zadanego zestawu pytań, informacje dotyczyć mogą samego respondenta lub społeczeństwa albo jego części (w znakomitej większości stosuje się pytania dotyczące samych respondentów). Pytania dotyczą nie tylko dochodów czy sytuacji finansowej, ale też całokształtu warunków życiowych danego przypadku. Na taką subiektywną ocenę sytuacji wpływ posiada relatywny niedostatek, a więc porównanie sytuacji własnej z sytuacją innych grup społecznych.

## Rodzaje
Najczęściej stosowane metody wyznaczające subiektywne linie ubóstwa, to:
- lejdejska linia ubóstwa (ang. Leyden Poverty Line, LPL) – metoda najpowszechniej stosowana. Określa granice ubóstwa na podstawie odczuć osób ankietowanych, dotyczących niewystarczającego ich zdaniem poziomu dochodów umożliwiającego utrzymanie rodziny. Metoda opiera się więc na koncepcji funkcji dobrobytu społecznego. Jako wadę tej metody wskazuje się wpływ na nią sytuacji niezwiązanych bezpośrednio z dochodem, np. różnego rodzaju strajków, zdarzeń losowych, konfliktów społecznych, czy niestandardowych stanów emocjonalnych. Ważny jest w tym przypadku umiejętny dobór wskaźników wyznaczających wyniki ankiet,
- subiektywna linia ubóstwa (ang. Subjective Poverty Line, SPL) – badania w tym zakresie prowadzone są na podstawie próby zawierającej odpowiedzi respondentów na temat wielkości dochodów adekwatnych do określonych potrzeb. Metoda opiera się na ocenach dotyczących minimalnego poziomu dochodów pozwalających przeżyć w określonych warunkach społecznych,
- linia ubóstwa dla polityki społecznej (ang. Centre for Social Policy Poverty Line, CSP)[1].

Linie te można mierzyć za pomocą skonkretyzowanych pytań stawianych badanym, a dotyczących poziomu dochodu uważanego przez nich za niewystarczający dla zaspokajania potrzeb życiowych. Są one oceną własnego statusu materialnego albo też oceną środków niezbędnych do zaspokojenia minimalnych potrzeb w danym gospodarstwie domowym. Wszystkie metody mają zalety i wady. Często stosowanie jednej może ograniczyć poznanie pełnego obrazu przejawów ubóstwa, a tylko pomóc zbadać określony jego wycinek. Celem eliminacji błędów badawczych należy stosować różne miary jednocześnie. Dokładne zanalizowanie ubóstwa oraz jego rozpoznanie wymaga np. określenia procentowego udziału ludzi biednych w danej populacji.
Podczas wyznaczania linii ubóstwa można łączyć poszczególne metody badawcze. Linie te określa się najczęściej na podstawie ocen ekspertów w danych dziedzinach oraz badań empirycznych dotyczących realnego poziomu życia w przedziale niskich dochodów. Linie ubóstwa częstokroć się od siebie różnią w zależności od celu, jakiemu służy ich wyznaczenie – może to być pomoc społeczna, płaca minimalna, świadczenia emerytalne albo dochód wolny od podatku.